# Klaus-Peter Köhler
Klaus-Peter Köhler (ur. 18 czerwca 1943 we Wscherau) – niemiecki polityk i policjant, w latach 1989–1994 poseł do Parlamentu Europejskiego III kadencji.

## Życiorys
Etnicznie jest Niemcem sudeckim. W 1956 zamieszkał w Heidenheim an der Brenz, gdzie uczył się w szkole waldorfskiej w zawodzie pracownika przemysłowego. Pracował jako policjant w departamencie śledczym, dochodząc do stopnia oficera, następnie przeszedł na emeryturę. Od lat 80. należał do partii Republikanie, objął funkcję ich przewodniczącego w Badenii-Wirtembergii (zrezygnował z niej w 1990).
W 1989 uzyskał mandat posła do Parlamentu Europejskiego. Przystąpił do Grupy Technicznej Prawicy Europejskiej, w której sprawował funkcję zastępcy skarbnika. Zasiadł m.in. w Komisji ds. Środowiska Naturalnego, Zdrowia Publicznego i Ochrony Konsumentów oraz w Komisji ds. Energii, Badań Naukowych i Technologii. W październiku 1991 odszedł z partii Republikanie, pod koniec kadencji był deputowanym niezrzeszonym. W 1995 został nominowany przez Wolną Partię Demokratyczną jako kandydat do landtagu Badenii-Wirtembergii, jednak wycofał się z uwagi na sprzeciw krajowego lidera FDP Waltera Döringa. Później związał się z lokalnym ugrupowaniem ekologicznym, a w 2001 dołączył do Ekologicznej Partii Demokratycznej. W eurowyborach w 2004 udzielił wsparcia narodowo-konserwatywnej Deutsche Partei.